# Scott McCallum
James Scott McCallum (Fond du Lac, 2 maggio 1950) è un politico statunitense. È stato il 43º governatore del Wisconsin dal 2001 al 2003.